# Segunda parte da História do Imperador Carlos-Magno e dos doze pares de França
Segunda parte da História do Imperador Carlos-Magno e dos doze pares de França é um romance de cavalaria português do século XVIII, obra do médico militar Jerónimo de Moreira Carvalho, que constitui uma continuação do livro anônimo francês A história do imperador Carlos o Magno e dos doze pares da França, atribuído em algumas edições a Nicolás de Piamonte. Esta obra foi traduzida para o espanhol e depois para o português, e alcançou uma notória popularidade e numerosas edições, quer na Espanha quer em Portugal. Sem dúvida, isso alentou Jerónimo Moreira de Carvalho para escrever uma continuação, que se publicou pela primeira vez em Lisboa em 1737 e foi objeto de reimpressões em 1784, 1799 e 1863. Esta Segunda parte  não deve ser confundida com a História nova do Imperador Carlos Magno, e dos doze pares de França de José Alberto Rodrigues, impressa em Lisboa em 1742, que é outra continuação independente da obra francesa original.
A obra de Moreira de Carvalho consta de setenta capítulos, quase todos muito breves, distribuídos em quatro livros. Embora na obra predecessora se relatara a morte de Carlos Magno, esta  Segunda parte começa com as festas organizadas por esse imperador para celebrar o seu regresso a Paris e a chegada de Floripes, filha do Almirante Balão e esposa de Guy de Borgonha, um dos doze pares da França. Nos festejos faz-se presente um embaixador de Galafre, rei mouro de Toledo, que em nome do seu senhor vêm a solicitar a ajuda de Carlos Magno para enfrentar a ameaça de Abderramão, rei de Córdova. Carlos Magno marcha com os doze pares e um numeroso exército. Por tê-la visto num retrato, o seu sobrinho Roldão, um dos doze pares, enamora-se secretamente de Angélica, filha de Abderramão, quem a mantém cativa na caverna Tristefeia. Na Espanha, Carlos Magno e os seus paladins protagonizam numerosas façanhas e sangrentos combates com as ostes de Abderramão. A obra conclui com os casamentos de Carlos Magno com Galiana, filha de Galafre, e de Roldão com Angélica, prévia a conversão ao cristianismo de ambas as princesas.
A Segunda parte de Moreira de Carvalho foi continuada numa Verdadeira terceira parte da história de Carlos-Magno dedicada à figura de Bernardo del Carpio, escrita pelo presbítero Alexandre Caetano Gomes Flaviense e publicada pela primeira vez em 1745.